# Liste des cardinaux créés par Paul III
Le pape Paul III (1534-1549) a créé 71 cardinaux dans 12 consistoires, dont 4 seront élus papes.

## 18 décembre 1534
- Alessandro Farnese, iuniore, évêque de Parme
- Guido Ascanio Sforza di Santa Fiora, petit-fils du pape, évêque de Montefiascone

## 21 mai 1535
- Nikolaus von Schönberg, O.P., archevêque de Capoue
- Girolamo Ghinucci, évêque de Worcester
- Giacomo Simoneta, évêque de Pesaro
- John Fisher, évêque de Rochester
- Jean du Bellay, évêque de Paris
- Gasparo Contarini, noble vénitien
- Marino Ascanio Caracciolo, évêque de Catane

## 22 décembre 1536
- Gian Pietro Carafa, archevêque de Chieti (sera élu pape Paul IV)
- Giovanni Maria Ciocchi del Monte, archevêque de Manfredonia (sera élu pape Jules III)
- Ennio Filonardi, évêque de Veroli, préfet du château de Sant'Angelo à Rome
- Jacopo Sadoleto, évêque de Carpentras
- Cristoforo Giacobazzi, évêque de Cassano
- Charles de Hémard de Denonville, évêque de Mâcon
- Rodolfo Pio, évêque de Faenza
- Reginald Pole, protonotaire apostolique
- Rodrigo Luis de Borja y de Castre-Pinós, arrière-arrière-petit-fils du pape Alexandre VI, clerc romain
- Girolamo Aleandro, archevêque de Brindisi et Oria
- Niccolò Caetani, protonotaire apostolique

## 18 octobre 1538
- Pedro Sarmiento, archevêque de Compostelle

## 20 décembre 1538
- Juan Álvarez de Toledo, O.P., évêque de Burgos
- Pedro Fernández Manrique, évêque de Cordoue
- Robert de Lénoncourt, évêque de Châlons
- David Beaton, évêque de St Andrews
- Ippolito II d'Este, archevêque de Milan
- Pietro Bembo, O.S.Io.Hieros., sénateur vénitien

## 19 décembre 1539
- Federico Fregóso, archevêque de Salerne
- Pierre de La Baume, évêque de Genève
- Antoine Sanguin de Meudon, évêque d'Orléans
- Uberto Gambara, évêque de Tortona
- Pierpaolo Pariisio, évêque de Nusco
- Marcello Cervini, évêque de Nicastro (sera élu pape Marcel II)
- Bartolomeo Guidiccioni, évêque de Teramo
- Ascanio Parisani, évêque de Rimini
- Dionisio Neagrus Laurerio, O.S.M., supérieur-général de son ordre
- Enrique de Borja y Aragón, arrière-petit-fils du pape Alexandre VI, évêque de Squillace
- Giacomo Savelli, protonotaire apostolique
- Miguel da Silva, évêque de Viseu

## 2 juin 1542
- Giovanni Girolamo Morone, évêque de Modène
- Marcello Crescenzi, évêque de Marsico
- Giovanni Vincenzo Acquaviva d'Aragona, évêque de Melfi
- Pomponio Cecci, évêque de Sutri et Nepi
- Roberto Pucci, évêque de Pistoia
- Tommaso Badia, O.P., maître du palais apostolique
- Gregorio Cortese, O.S.B., congrégation de S. Giustino de Padua
- Cristoforo Madruzzo, prince-évêque de Trente

## 19 décembre 1544
- Gaspar de Ávalos de la Cueva, archevêque de Compostelle
- Francisco Mendoza de Bobadilla, évêque de Coria
- Bartolomé de la Cueva y Toledo, clerc de Ségovie
- Georges d'Armagnac, évêque de Rodez
- Jacques d'Annebault, évêque de Lisieux
- Othon Truchsess de Waldbourg, évêque d'Augsbourg
- Andrea Cornaro, évêque de Brescia
- Francesco Sfondrati, archevêque d'Amalfi
- Federico Cesi, évêque de Todi
- Durante Duranti, évêque de Cassano
- Niccolò Ardinghelli, évêque de Fossombrone
- Girolamo Recanati Capodiferro, évêque de Saint-Jean-de-Maurienne
- Tiberio Crispo, évêque de Sessa Aurunca

## 16 décembre 1545
- Pedro Pacheco de Villena, évêque de Jaén
- Georges II d'Amboise, archevêque de Rouen
- Henrique de Portugal, archevêque d'Évora
- Ranuccio Farnese, O.S.Io.Hieros., administrateur de l'archidiocèse de Naples

## 27 juillet 1547
- Charles I de Guise de Lorraine, archevêque de Reims
- Giulio della Rovere, clerc d'Urbino

## 9 janvier 1548
- Charles II de Bourbon-Vendôme, évêque de Saintes

## 8 avril 1549
- Girolamo Verallo, archevêque de Rossano
- Giovanni Angelo de' Medici, archevêque de Raguse (sera élu pape Pie IV)
- Filiberto Ferrero, évêque d'Ivrée
- Bernardino Maffei, évêque de Massa Maritima